# GECT Galice-Nord du Portugal
Le GECT Galice - Nord du Portugal, ou GECT GNP, est un groupement européen de coopération territoriale créé le 22 septembre 2008. Il lie les espaces urbains de communauté autonome de Galice et ceux de Région Nord du Portugal s'étendant sur plus de 50 000 km² et regroupant 7 000 000 d'habitants. Les langues de travail du GECT sont l'espagnol, le galicien et le portugais.
C'est jusqu'à présent la seule structure euro-régionale européenne intégrant intégralement un système urbain transfrontalier. Son objectif principal est la cohésion et la structuration du système urbain, ainsi que la contribution à la modernisation des villes par le développement de programmes de réseau, de coopérations, d'échanges d'informations et d'une planification stratégique commune. En outre, elle a pour but, tout comme le GECT Grande Région de favoriser les échanges de biens, de personnes (et notamment de travailleurs journaliers transfrontaliers) et de projets communs de développement économique au niveau européen.

## Historique
Le 31 octobre 1991, la Communauté de travail Galice-Nord du Portugal a été créé sous l'égide de la  Convention-cadre européenne sur la coopération transfrontalière entre les Communautés territoriales et les autorités territoriales du Conseil de l'Europe de 1980.
L'Eurorégion Galice - Nord du Portugal a été créé en 1992 à l'assemblée constituante de Viana do Castelo avec le soutien de la Commission européenne. Sa fondation a été parrainée par l'ancien Président de la République portugaise, Mário Soares.
La Xunta de Galicia et la Commission de coordination et de développement régional du Nord du Portugal (CCDR-N) étaient le moteur de ce processus. Le 22 septembre 2008, la Convention de coopération territoriale européenne a été signée à Saint-Jacques-de-Compostelle entre la Xunta de Galicia et la CCDR-N pour constituer le GECT Galice-Nord du Portugal sur la base du règlement (CE) 1082/2006 qui, publié conjointement à ses statuts par une résolution du Ministère des Affaires extérieures et de la Coopération du 23 octobre 2008, a pour but de faciliter et de promouvoir la coopération territoriale entre la Galice et le Nord du Portugal.
Ce n'est que le 18 février 2010, lors de l'inauguration des organes gouvernants, que le GECT fut terminé. Il est devenu opérationnel le 1er mars 2010.

## Missions
Les missions du GECT sont définies à l'article V, paragraphe c.1 de la Convention. Celles-ci sont :
- la promotion des relations transfrontalières comme instrument fondamental de transformation des territoires frontaliers en nouvel espace de développement,
- la valorisation et la promotion de la compétitivité du tissu entrepreneurial de l'eurorégion au travers de la connaissance et l'innovation,
- la transformation de l'eurorégion en un territoire plus attractif, réformant les systèmes élémentaires de transport et d'accessibilité et renforçant les synergies entre croissance et développement soutenable,
- l'amélioration de la cohésion sociale et institutionnelle de l'eurorégion,
- les autres thèmes intéressants la coopération transfrontalière ainsi que les éléments spécifié à l'article 1.2 du règlement sur les GECT.

## Organes et fonctionnement
Les organes sont établis par l'article 2 du chapitre 2 section A de l'annexe.

### Assemblée

#### Composition
L'Assemblée du GECT se compose de quatre représentants de la Xunta de Galicia, désignés par son Président et sélectionné parmi ses fonctionnaires, et de quatre représentants de la CCDR-N, désigné par son Président et sélectionné parmi ses membres.
Le mandat de ces représentants cessent à la demande discrétionnaire du Président qui les a désignés.
La fonction de représentant n'est pas rémunérée, sans préjudice de l'indemnisation des charges engagées par les représentants au sein de l'Assemblée.
De plus, le Directeur et le secrétaire-directeur seront respectivement le Président et le secrétaire de l'Assemblée. Ils n'ont cependant pas le droit de participer au vote.

#### Fonctionnement
L'Assemblée se réunit en session ordinaire au moins une fois par trimestre. Ces sessions ordinaires sont convoquées par le Directeur au minimum sept jours avant sa tenue. L’Assemblée pourra se réunir lors de session extraordinaire et urgente à la demande du Directeur ou sur sollicitation de certains membres de l'Assemblée, sans autre exigence que la communication directe de la convocation à tous les membres de l'Assemblée. Il faut qu'il y ait au moins un membre représentant la Xunta de Galicia et un membre représentant la CCDR-N pour que le quorum soit atteint.
Le vote de chaque représentation aura le même poids et s'exercera de manière indivisible indépendamment du nombre de représentants présents à la session.
À la demande des représentants de l'Assemblée, et avec l'autorisation du Directeur, des techniciens, experts et spécialistes, tant d'origine privé que public, pourront intervenir afin d'illustrer ou de fournir des conseils sur un point concret de l'ordre du jour.

#### Compétences
Les compétences de l'Assemblée sont au nombre de 16 :
- approuver son règlement intérieur.
- approuver les règlements qui mettent en œuvre les procédures internes du GECT GNP, en termes de recrutement, d'embauche, de régime juridique, d'arrangements financiers et tout autre aspect qui pourrait être jugé nécessaires pour le fonctionnement juridique correcte du groupement, conformément au droit de l'Union et de l’État.
- approuver le programme annuel des activités.
- approuver le budget annuel, qui coïncidera avec l'année civile, ainsi que ses modifications et ses extensions.
- approuver la structure organique du GECT.
- approuver l'organigramme du GECT.
- approuver, sur proposition du Directeur, la convention collective et les accords formels de toutes sortes qui se rapportent aux conditions de travail du personnel du GECT.
- approuver l'octroi de contrats et de concessions de toutes sortes, quand elles dépassent dix pour cent du total des ressources budgétisées, ont un caractères pluriannuels ou affectent les biens ou des services d'intérêt général liés à la santé, l'éducation, les communications, ou d'autres matières sociales.
- approuver les taux ou les montants des frais qui, en conformité avec la loi, s'établiessent comme attachés au GECT, en fonction des paramètres ou des éléments de quantification fixé légalement.
- faire appliquer au personnel les sanctions disciplinaires impliquant le renvoi ou la suspension des fonctions et du salaires pendant plus de trois mois.
- approuver le rapport annuel et les comptes des activités, à la fois l'état des résultats et du bilan.
- autoriser, à l'avance, la signature des accords de coopération ou de partenariat général qui ne sont pas susceptibles d'être classés comme des contrats gouvernementaux normaux, commerciales ou civiles.
- autoriser, à l'avance, l'élimination, le changement de statut juridique ou l'imposition des redevances sur l'immobilier ou les titres détenus par le GECT.
- autoriser, à l'avance, la conclusion des opérations de prêt ou de crédit, à l'exception des liquidités d'urgence liées aux disparités, qui doit être approuvé par l'Assemblée à la première réunion suivante.
- autoriser, à l'avance, les recherches, les transactions ou les retraits quand le groupement se voit poursuivi ou impliquées dans des procédures administratives, judiciaires ou d'arbitrage dont il n'est pas à l'initiative.
- exercer toutes les compétences restantes qui dérivent de manière directe d'une disposition communautaire, de l’État ou régional, et qui ne sont pas expressément attribuées à un autre organe du GECT.

### Directeur
Le Directeur du GECT est désigné par un accord du président de la Xunta de Galicia et du président de la CCDR-N pour un mandat de deux ans. Le directeur nouvellement désigné doit être d'une nationalité différente de celle de son prédécesseur.

#### Compétences
Le directeur, en plus de représenter le GECT, a pour fonction :
1. de convoquer, présider et diriger les sessions de l'Assemblée, fixant l'ordre du jour et validant l'acte soulever par le secrétaire-vice-directeur.
2. proposer de manière motivée à l'Assemblée tous les projets de règlements, d'accords et d'actes sur lequel il est compétent, s'en préjudice de l'initiative autonome des membres de ladite Assemblée.
3. accorder la poursuite d'actions judiciaires de toute nature dans l'intérêt du GECT, conférer des pouvoirs plus étendus pour les procédures devant les tribunaux, et représenter le GECT dans tous les types de contrats, actes juridiques et transactions qui créent des droits ou obligations pour le Groupement.
4. administrer, diriger et gérer avec diligence les affaires qui concernent le GECT pour assurer l'intérêt public en conformité avec le droit communautaire, régional ou de l’État.
5. exercer les compétences et fonctions de recrutement et de disposition de fonds qui sont réservés à l'Assemblée.
6. exercer la direction du personnel du GECT.
7. informer l'Assemblée et soumettre à son examen et à son approbation tout ce qui est jugé d'une importance particulière.

Le directeur pourra déléguer tout ou partie de ses fonctions et devoirs dérivés des compétences 4, 5 et 6 ci-dessus. Il devra dès lors informer régulièrement l'Assemblée de la délégation ou de la révocation de celle-ci.

### Secrétaire-vice-directeur
Le secrétaire-vice-directeur est désigné par le président de la Xunta de Galicia et le Presidente de la CCDR-N d'un commun accord pour une période de deux ans. Il doit être d'une autre nationalité que celle du directeur.
Ses compétences sont :
- assister le Directeur.
- assurer l'archivage et la préservation des documents officiels juridiquement valable du GECT.
- réaliser les tâches de gestion ordinaire.
- agir comme secrétaire des actes de l'Assemblée et du Conseil supérieur
- agir dans le cadre des compétences déléguées par le Directeur.

### Conseil supérieur
Le Conseil suprême est composé des coordinateurs de la Communauté de travail de la Galice et le Nord du Portugal, au nom de la Xunta de Galicia et la CCDR-N.
En plus de dicter les orientations stratégiques et d'exercer la supervision du groupement par voie de consensus entre les coordinateurs, le Haut Conseil du GECT nomme un vérificateur externe indépendant, et sera le lien naturel entre le président de la Xunta de Galicia et le Président de la CCDR-N.

## Budget
La Xunta de Galicia et la CCDR-N ont apporté une contribution initiale de 100 000 € chacune.

## Sources

## Compléments